# 5211 Stevenson
5211 Stevenson è un asteroide della fascia principale. Scoperto nel 1989, presenta un'orbita caratterizzata da un semiasse maggiore pari a 2,2939773 UA e da un'eccentricità di 0,2447971, inclinata di 26,80945° rispetto all'eclittica.